# Marie Andrae
Marie Andrae, verh. Trommershausen (* 9. April 1854 in Roman, Kreis Fürstenthum; † 18. Januar 1945 in Lübeck) war eine deutsche Schriftstellerin, Pädagogin und Krankenschwester. Sie veröffentlichte auch unter dem Pseudonym Marie Andrae-Romanek. 

## Leben
Andrae wurde als Tochter des Rittergutsbesitzers und Bismarck-Freunds Alexander Andrae und der Helene, geb. Flügge, in Hinterpommern geboren. Sie wuchs auf dem Land auf und wurde zusammen mit ihren zehn Geschwistern von Hauslehrern unterrichtet. Später kam sie in Köslin in eine Pension. In Berlin bestand sie 1880 das Lehrerinnenexamen und war anschließend zwei Jahre in England und danach zwei Jahre in Genf an höheren Töchterschulen als Pädagogin tätig. Im Jahr 1887 belegte sie einen sechsmonatigen Kurs der Lehrschwestern des Johanniterordens für Krankenpflege in der Bodelschwinghschen Anstalt in Bielefeld und in einem Bremer Krankenhaus. Im Jahr 1888 heiratete sie in Frankfurt am Main den Gymnasialprofessor Ernst Julius Trommershausen. Sie lebte später bis zu ihrem Tod bei ihrer Tochter Nora und ihrem Schwiegersohn Hermann Julius Hartwig in Lübeck.

## Werke
- Michael Servet. Ein Martyrium in Genf. Kulturhistorisches Zeitbild aus dem 16. Jahrhundert. Wiegand & Grieben, Berlin 1887.
- Oben und unten. Sozialer Roman aus der Gegenwart. Vandenhoeck & Ruprecht, Göttingen 1896.
- In Stellung. Von Marie Trommershausen (Andrae-Romanek). Schwetschke, Berlin 1901.[1]
- Sanftmut. Roman von M. Trommershausen. Rippel, Hagen 1905.
- Gesühnte Schuld. Roman von Marie Trommershausen. Rippel, Hagen 1906.
- Alte und neue Schuld. Schriftenvertriebsanstalt, Berlin 1909.
- Zweite Ehe. Schriftenvertriebsanstalt, Berlin 1912.
- Zwei Helden. Preisgekrönter Roman aus der Zeit vor hundert Jahren. Schriftenvertriebsanstalt, Berlin 1913.
- Roman-Erinnerungen an A. Andrae-Roman und seine Frau Helene geb. Flügge. Leuwer, Bremen 1922.
- Das Erbe der Väter. Von Marie Trommerhausen. Burckhardthaus, Berlin 1924.
- Ein Erbteil. Neuland-Verlag, Berlin 1927.